# Nycerella donaldi
Nycerella donaldi är en spindelart som först beskrevs av Arthur M. Chickering 1946.  Nycerella donaldi ingår i släktet Nycerella och familjen hoppspindlar. Inga underarter finns listade i Catalogue of Life.